# Bendaravadi, Gundlupet
Bendaravadi là một làng thuộc tehsil Gundlupet, huyện Chamarajanagar, bang Karnataka, Ấn Độ.